# Дује Боначић
Дује Боначић (Сплит 10. април 1929 — Сплит, 24. јануар 2020) био је југословенски репрезентативац у веслању и заслужни спортиста Југославије, члан и дугогодишњи функционер ВК Гусар из Сплита.
По занимању био је професор географије и Директор Поморско-школског центра у Сплиту. Веслањем се почео бавити 1945. године, као члан ВК Гусар из Сплита, наступајући 13 година у више од 140 регата, у којима је побеђивао 73 пута. Првенство Југославије је освојио 7 пута у четверцу без кормилара.
Учествовао је на три европска првенства у Милану 1950, Макону 1951. и Копенхагену 1953.
На Олимпијским играма 1952 у Хелсинкију је у четверцу без кормилара освојио прву златну медаљу за југословенски веслачки спорт. Посада победниког четверца била је у саставу: Дује Боначић, Петар Шегвић, Мате Тројановић и Велимир Валента.
По завршетку такмичарске веслачке каријере Дује Боначић је био председник Техничке комисије Веслачког савеза Југославије, члан Самоуправне интересне заједнице за физичку културу Скупштине општине Сплит и председник Савеза веслачких судија Хрватске.